# Huainan, Fujian
Huainan (kinesiska: 槐南)  är en köping i sydöstra Kina. Den ligger i Yong'an i staden Sanming i provinsen Fujian, omkring 160 kilometer väster om provinshuvudstaden Fuzhou. Antalet invånare är 17 595. Befolkningen består av 8 000 kvinnor och 9 595 män. Barn under 15 år utgör 18,0 %, vuxna 15-64 år 71 %, och äldre över 65 år 9,0 %.